# Wilbury House
Wilbury House est une maison de campagne néo-palladienne dans la paroisse de Newton Tony, Wiltshire dans le sud-ouest de l'Angleterre, à environ 14 kilomètres (8,699196688 milles) au nord-est de Salisbury. C'est un bâtiment classé Grade I, et le parc et le jardin environnants sont classés Grade II.

## Histoire

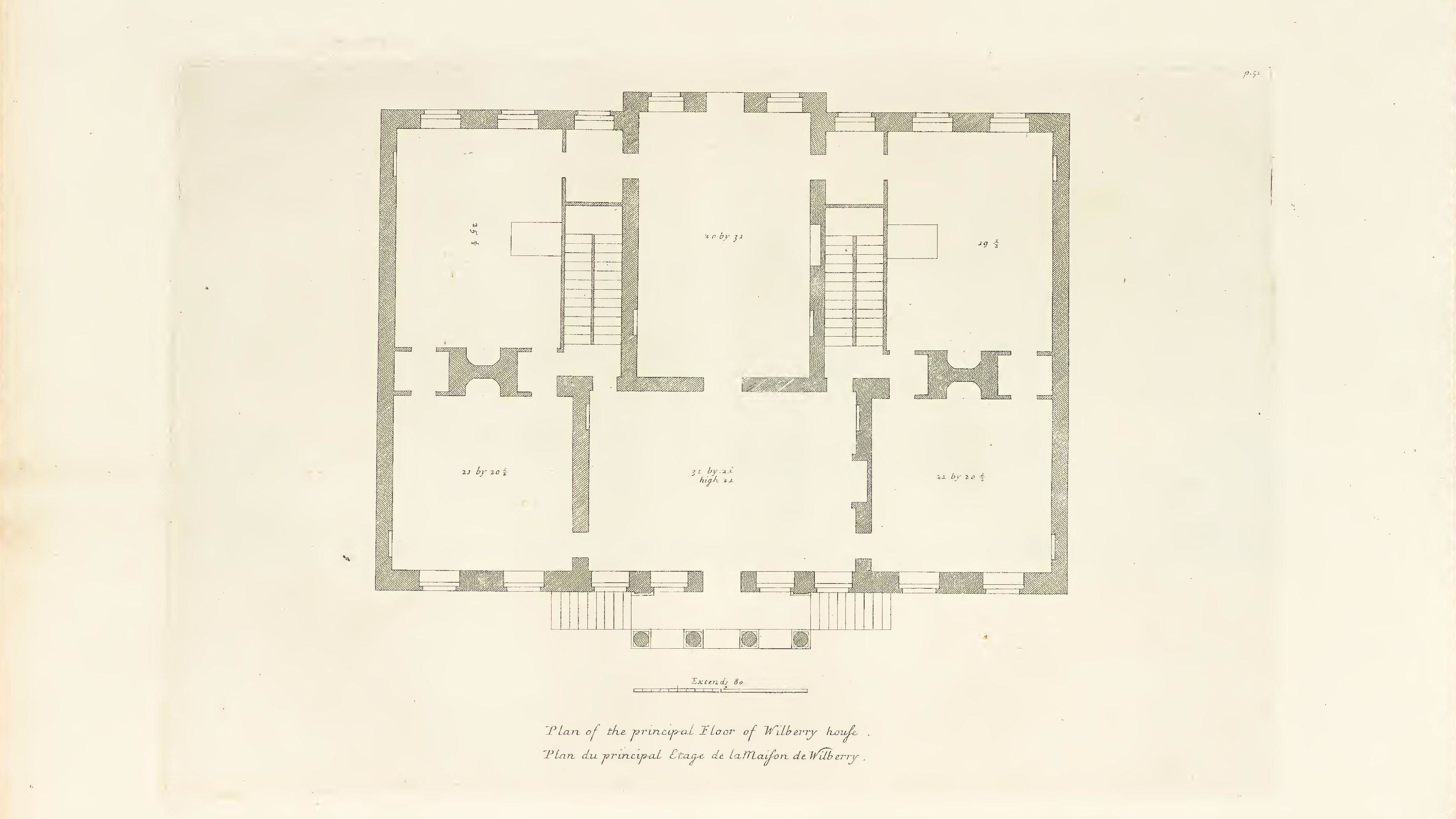
Plan de Wilbury House tel qu'il apparaissait à l'origine, folio de Colen Campbell 's Vitruvius Britannicus (1715)

Elle est construite vers 1710 par et pour William Benson, un écuyer de campagne, dans le style d'Inigo Jones . La façade sud est basée sur l'abbaye d'Amesbury de John Webb en 1661 où Benson a été locataire . La conception originale de la maison est présentée dans Vitruvius Britannicus en 1715.
Vers 1740-1750, le portique est modifié et un étage supérieur est ajouté . Des baies semi-octogonales à un étage sont ajoutées aux deux extrémités du bâtiment vers 1760. Fulke Greville (1717–1806) est ensuite propriétaire et la maison est revendue après le décès de la propriétaire, Lady St Just, en 1996. Elle est soigneusement restaurée pour la famille Guinness en 2006 ,.
Pevsner décrit la conception originale de Benson comme "la première maison, non pas néo-palladienne, mais néo-Inigo-Jones en Angleterre". et Historic England déclare que la maison a "un intérieur d'époque exceptionnel du début du XVIIIe siècle".
La maison est le lieu de tournage de Pendersleigh, la maison de campagne où Maurice rend visite à son ami Clive, dans le film Maurice de 1987 . Lady Maria St. Just, actrice et fiduciaire de la succession de Tennessee Williams, est une amie de Merchant and Ivory. En 1979, ils ont été invités le week-end à Wilbury Park, ce qui fait une impression sur James Ivory, et il choisit cet endroit pour le film.